# Bottom Feeder
Bottom Feeder è un film del 2008 diretto da Randy Daudlin.

## Trama
Charles Deaver è un eccentrico milionario rimasto orrendamente sfigurato a seguito di un incidente automobilistico. Per porre rimedio alle evidenti ustioni che ricoprono buona parte del suo corpo, Charles contatta lo scienziato Nathaniel Leech che sembra aver trovato un siero capace di rigenerare i tessuti umani. Ma il siero, come qualunque altro oggetto medico, può comportare effetti collaterali: se utilizzato in eccessiva quantità e senza il supporto di apposite microproteine finalizzate a soddisfare il crescente impulso nutritivo, il siero può causare un'accelerazione e una distorsione del processo metamorfico. Per testare l'efficacia del prodotto, Charles Deaver fa iniettare una considerevole quantità di siero nel dottor Leech per poi rinchiuderlo nei sotterranei di un ospedale abbandonato. Il risultato non sarà quello desiderato e Nathaniel Leech, ben presto, si trasformerà in una creatura famelica e ripugnante, assetata di sangue.Proprio in quel momento un gruppo di lavoratori sono al lavoro nel vecchio ospedale...

## Produzione e distribuzione
Il film è uscito sotto forma di DVD negli Stati Uniti il 3 aprile 2007 e in Italia il 19 novembre 2008. In diversi paesi è uscito con i titoli seguenti:
- negli Stati Uniti (Bottom Feeder)
- in Germania (Evil Beast)
- in Italia (Bottom Feeder)
- in Grecia (To tunnel)